# Loriot papou
Oriolus szalayi
Espèce
Synonymes
- Mimeta szalayi Madarász, 1900[1]

Statut de conservation UICN

 LC  : Préoccupation mineure
Le Loriot papou (Oriolus szalayi) est une espèce de passereaux de la famille des Oriolidae.

## Systématique
L'espèce Oriolus szalayi a été initialement décrite en 1900 par l'ornithologue et peintre hongrois Gyula Madarász (d) (1858-1931) sous le protonyme Mimeta szalayi.

## Répartition
On le trouve en Indonésie et en Papouasie-Nouvelle-Guinée.

## Habitat
Il habite les forêts sèches tropicales et subtropicales, les forêts humides de plaine tropicales et subtropicales et les mangroves.